# Едвін Генрі Лендсір
Едвін Генрі Лендсір (англ. Edwin Henry Landseer 7 березня 1802 — 1 жовтня 1873) — британський художник, що розробляв анімалістичний жанр і портрет.

## Життєпис
Народився у Лондоні. Мав просте походження, батько був гравером. Первісну художню освіту здобув у майстерні батька. За переказами, відрізнявся здібностями і малого сина вважали вундеркіндом.
Згодом художньою освітою хлопця опікувався художник Бенджамін Роберт Хейдон. У 13-річному віці в 1815 році він вперше виставив власні твори в Королівській академії мистецтв. Хейдон заохочував підлітка вивчати кісткову і м'язову системи тварин і займатися розтинами.
На натуру художник виїздив у Шотландію, де спостерігав за пейзажами і тваринами, робив численні замальовки. Згодом це відбилось у створенні композицій художника з зображенням сільських районів високогір'я («Монарх з Глена», «Сніданок в хаті на високогір'ї»). Художника залучили до створення ілюстрацій до творів шотландського письменника Вальтера Скотта, представника романтизма у літературі.

## Прижиттєве визнання
В Британії, де провідні позиції у мистецтві посідала потужна аристократична культура, визнання художника королівським двором і аристократією було вищим визнанням. Едвін Лендсір, що добре укладався у вимоги добротного і сентиментального мистецтва британських аристократів, отримав прижиттєве визнання. Визнав художника і королівський двір. Королева Вікторія замовила Лендсіру зображення власних домашніх тварин. Згодом прийшли замови на портрети єгерів і обслуги з тваринами. За рік до одруження з принцом Альбертом королева замовила власний портрет, призначений у подарунок Альбертові.
Але популярність художника перетнула і вузькі суспільні кордони чи кордони аристократичного мистецтва. Цьому сприяли як безумовна обдарованість художника, його здатність привнести у сентиментальні (іноді штучні) картини і ситуації справжні почуття, гра художника на почуттях пересічного натовпу, котрий оголосив окремих тварин благородними і гідними уваги і приязні. Серед цих тварин — олені, коні, собаки, котрих подавали як безумовних друзів і помічників людини. Такими їх подавав і Лендсір, то як друзів дітей, то як рятівників дітей і дорослих у драматичних ситуаціях тощо. Чималої популярності серед заможних містян здобули гравюри з творів художника, котрі створив його брат Томас Лендсір.

## Створення скульптур левів або емблема Британської імперії

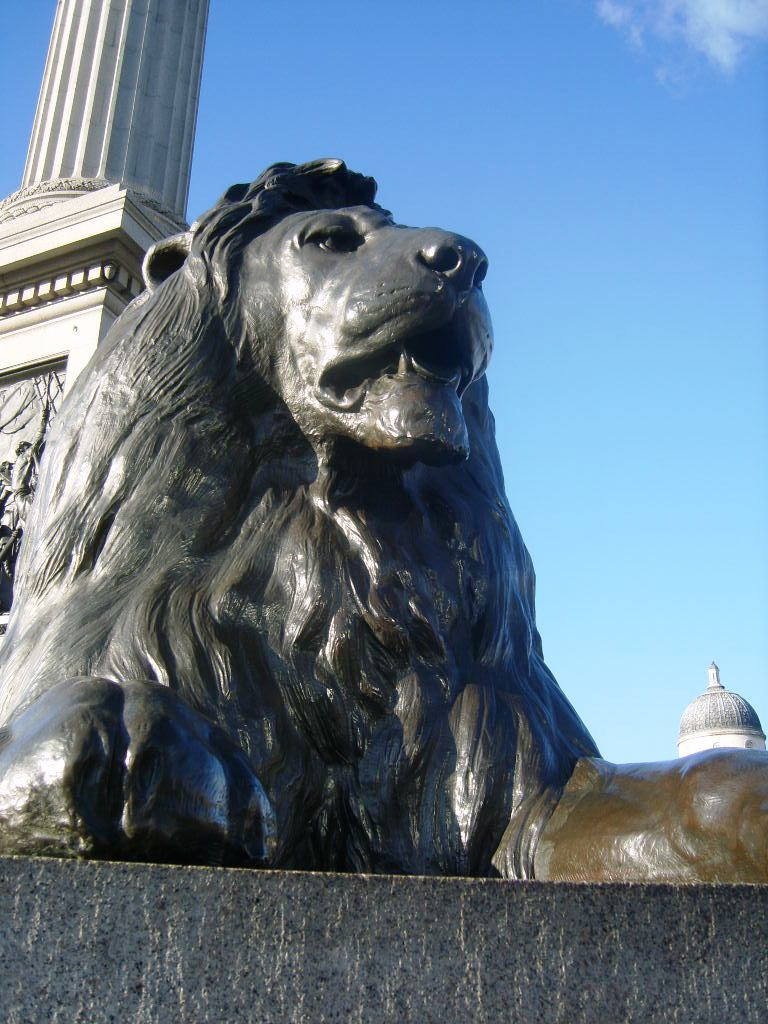
Один з левів на Трафальгарській площі.

Едвін Лендсір не був скульптором. Але його розробки у анімалістичному жанрі надали уряду Великої Британії сміливість доручити 1858 року художнику створення скульптур левів, що мали доповнити постамент колони адмірала Нельсона на Трафальгарській площі. Він отримав цю замову через відмову від праці над скульптурами попередника Томаса Мілнса. Лендсір узявся за справу за умови мати відпустку у дев'ять місяців, робив замальовки левів тощо. Але затримка була довшою, коли чекали форми від скульптур левів, що належали художній академії у місті Турин. Необхідні зліпки були надійши тільки 1860 року. Левів виготовляли у студії скульптора Карло Марокетті. На тривалий термін виготовлення декоративних скульптур вплинули хвороби Лендсіра та його недружні стосунки із Марокетті. Левів (цих геральдичних тварин британців) встановили на відповідні місця лише 1867 року.

## Галерея

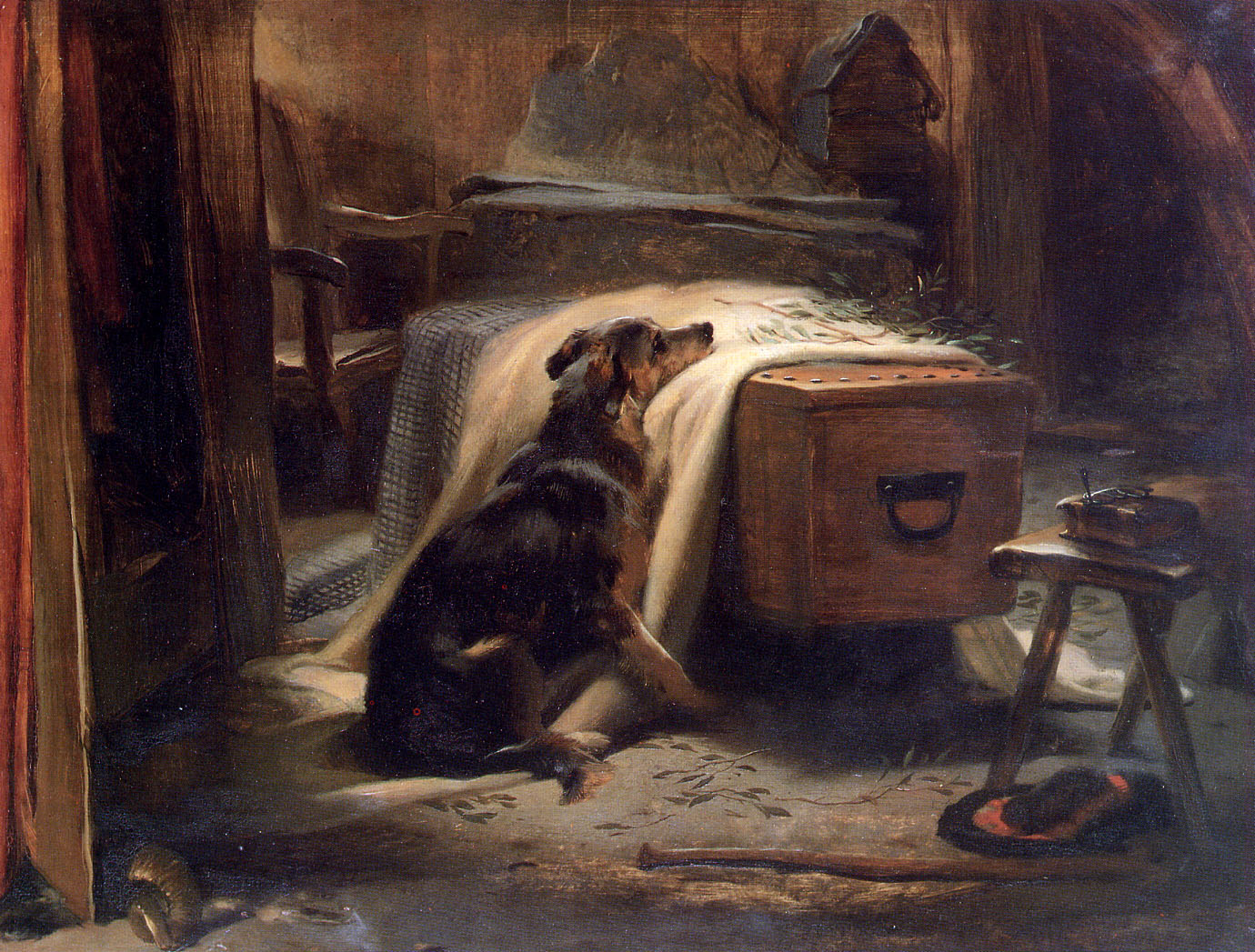
Едвін Генрі Лендсір. «Головний родич на похованні старого пастуха», 1837 р.
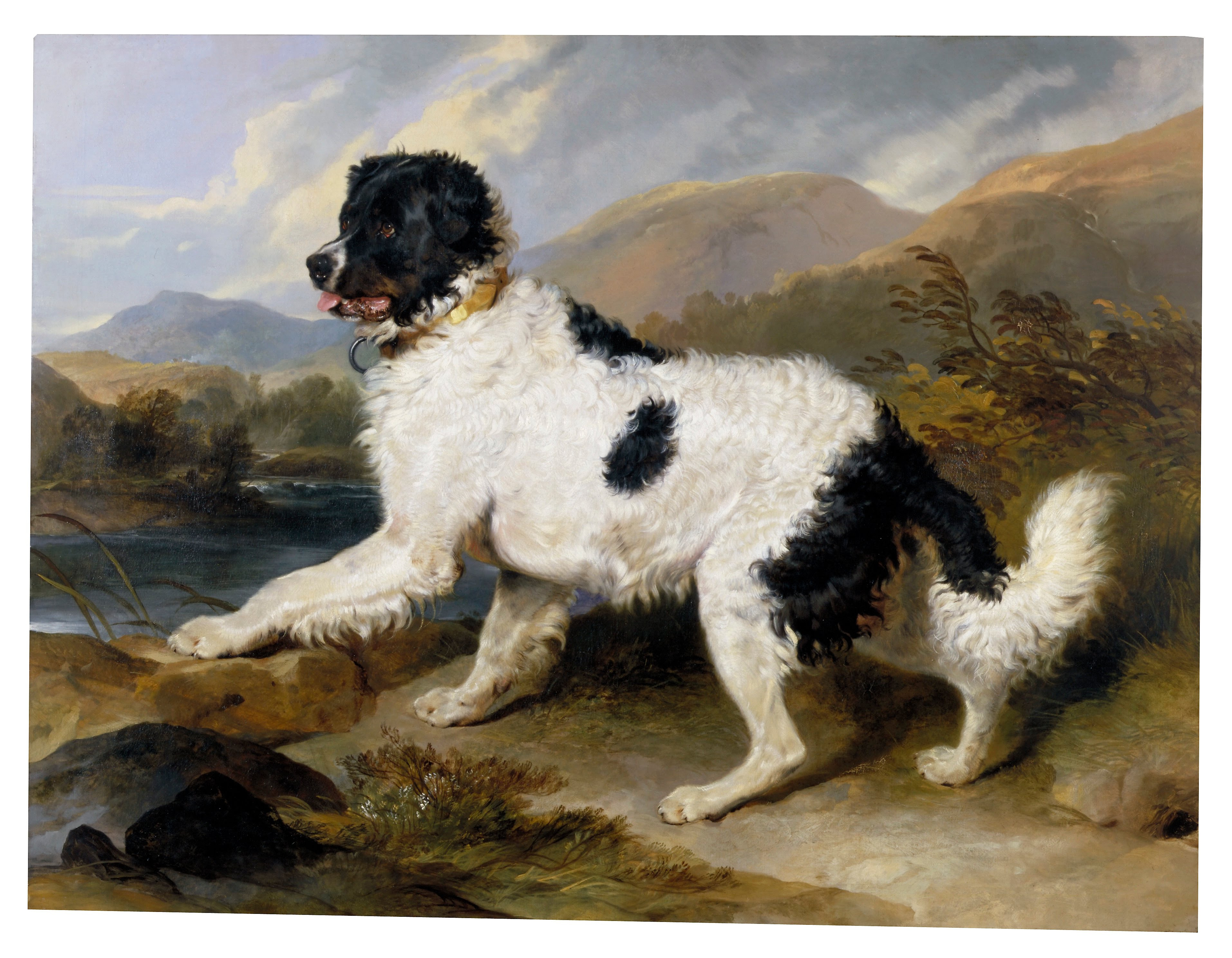
Едвін Лендсір. «Ньюфаундлен». 1824 р.
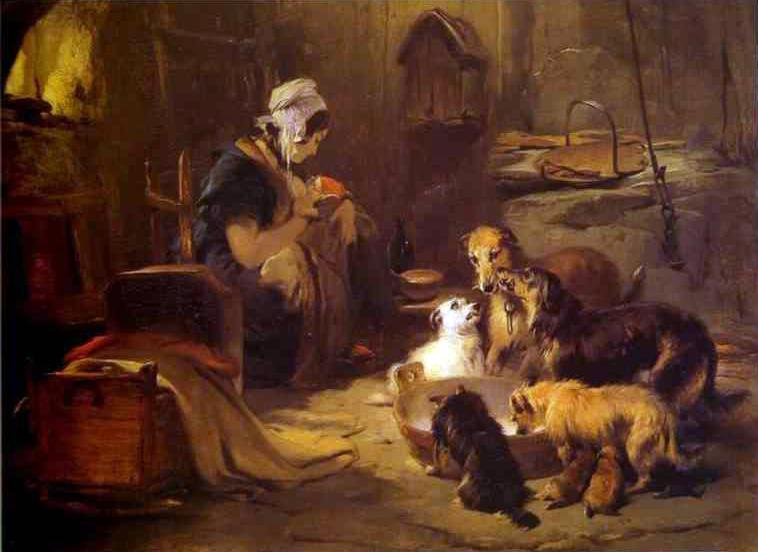
Едвін Лендсір. «Сніданок у хаті на високогір'ї ». 1834 р.  Музей Вікторії й Альберта, Лондон.
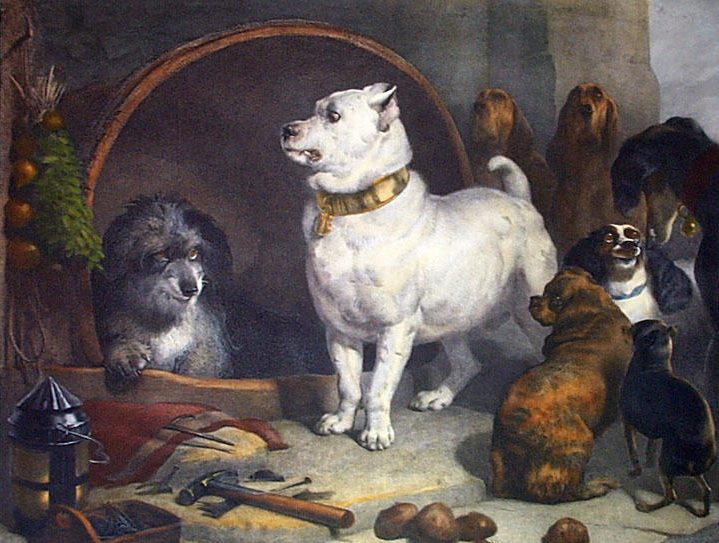
Едвін Лендсір. «Александр Македонський відвідує філософа Діогена», бл. 1850 р.
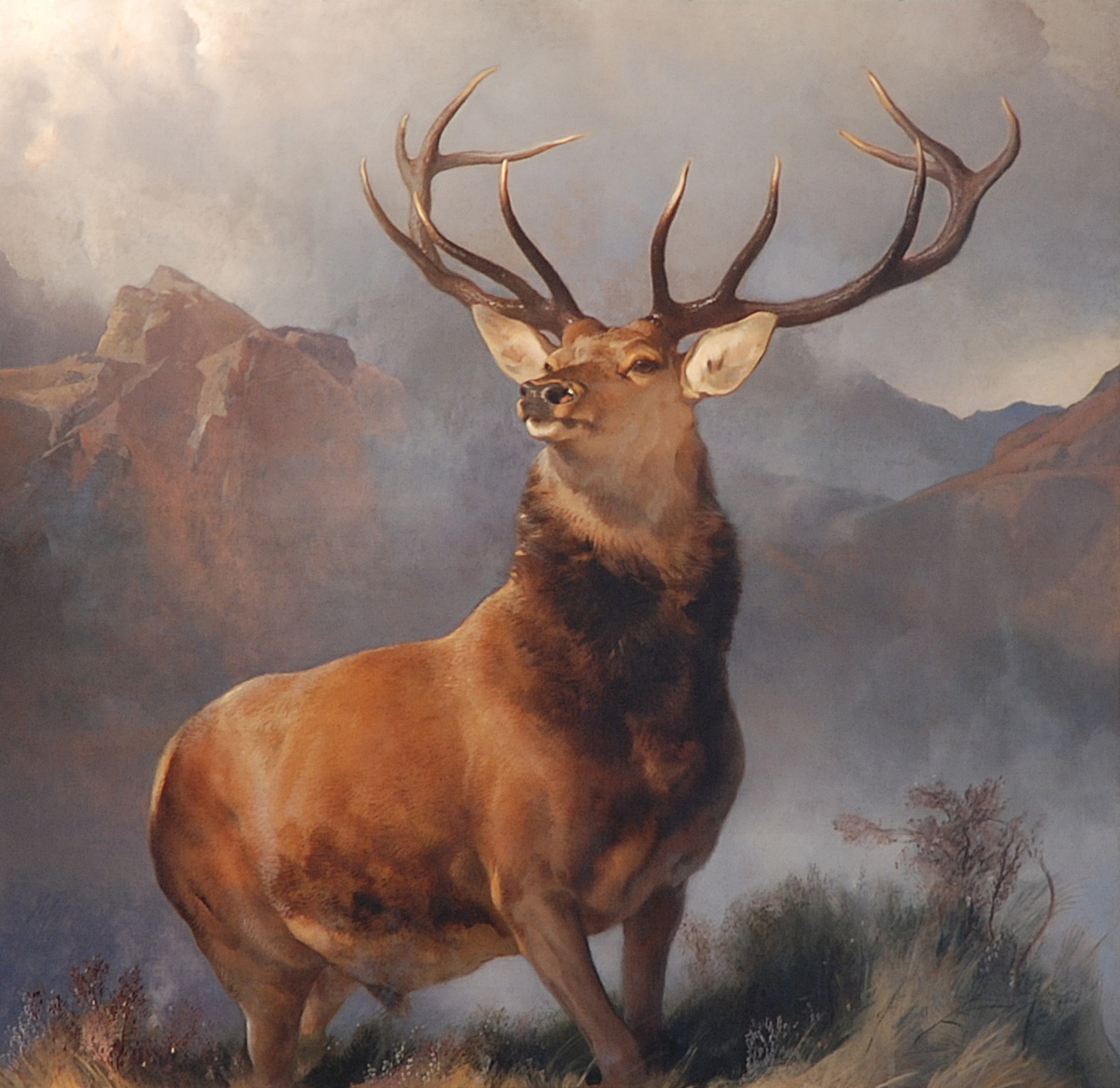
Едвін Лендсір. «Монарх з Глена». 1851 р.
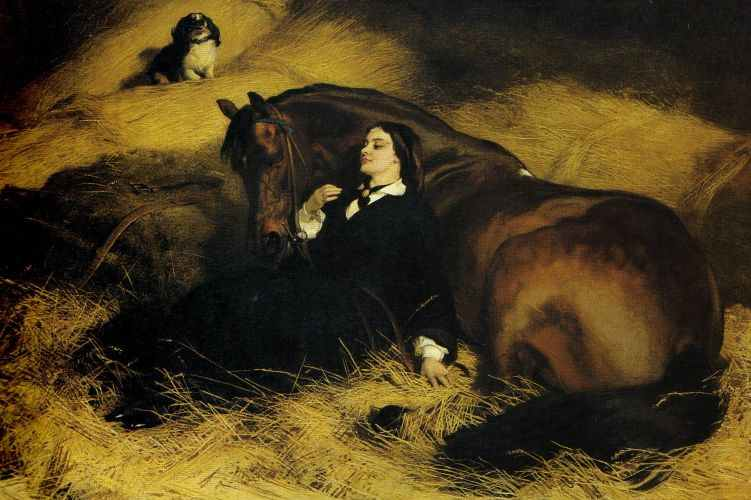
Едвін Лендсір. «Приборканий норовливий кінь», 1861 р.
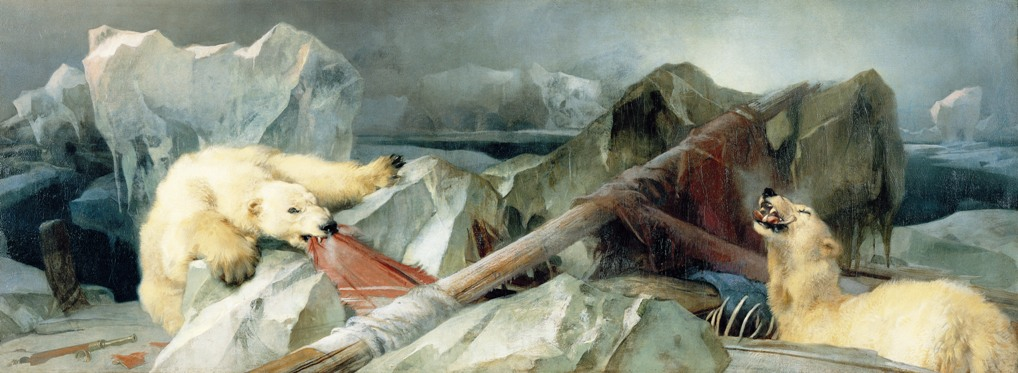
Едвін Лендсір. «Чоловік мислить, а Бог радить», 1864 р.

## Малюнки Лендсіра, переведені у офорти

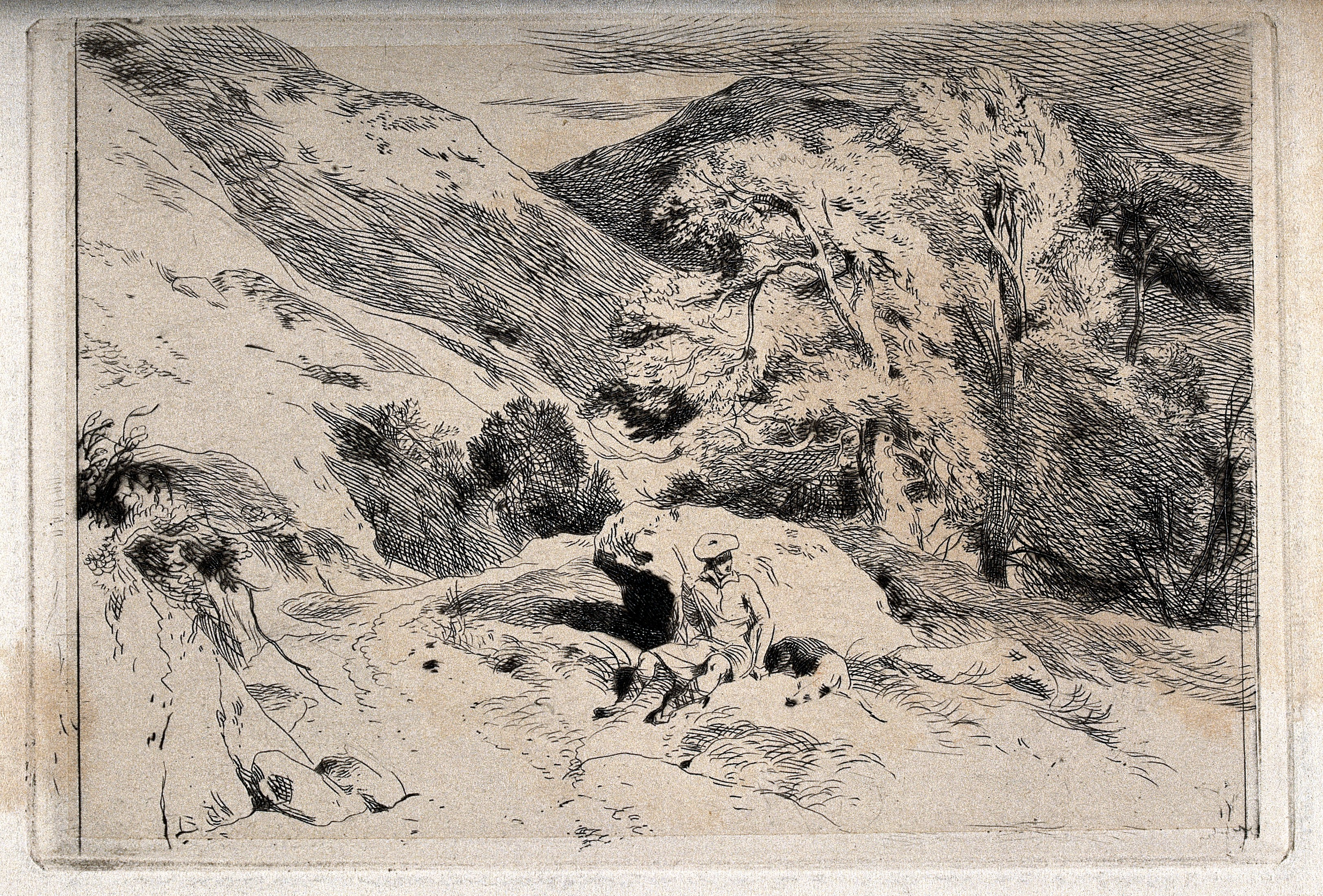
«Пан в костюмі шотландця в скелястому пейзажі».
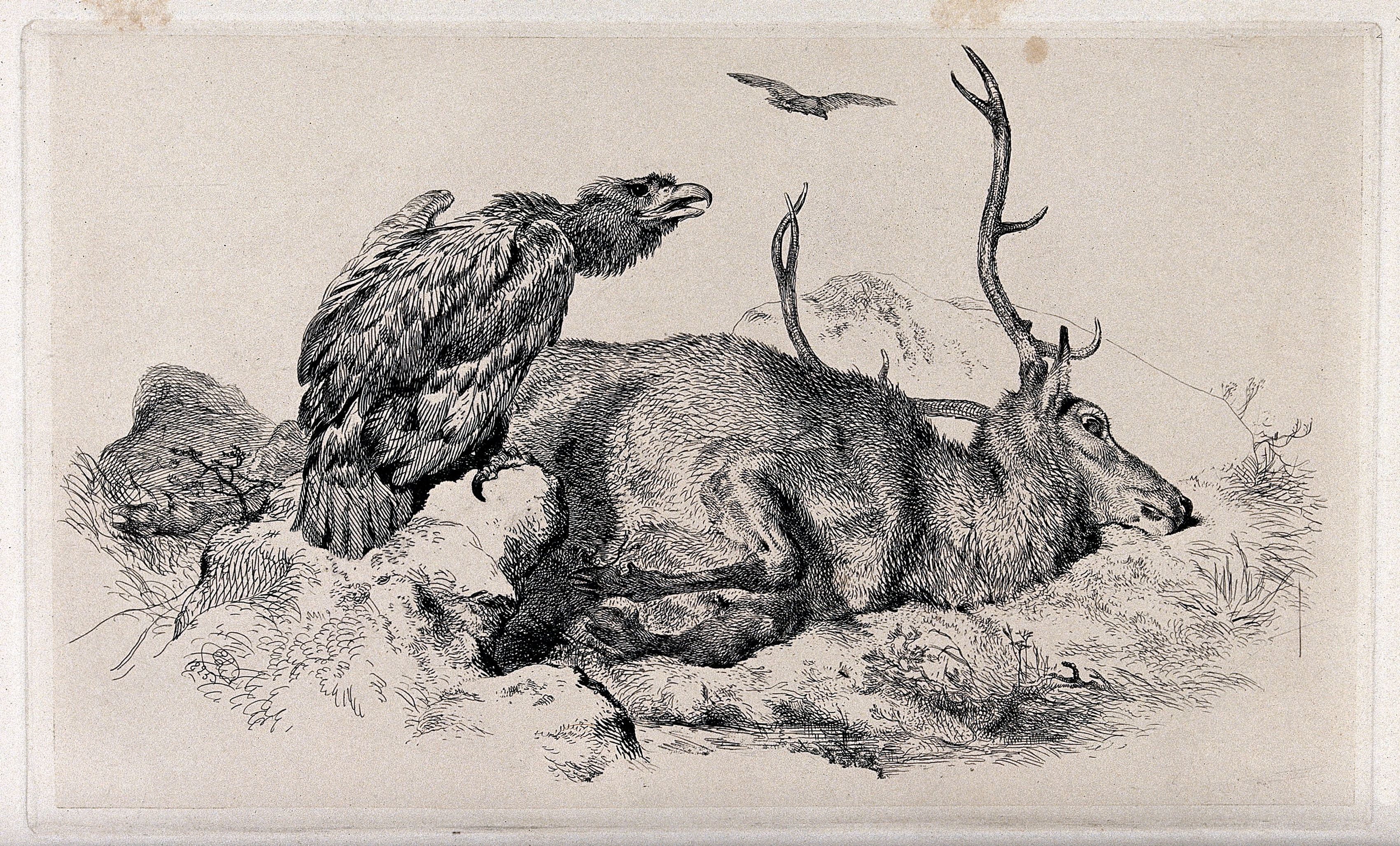
«Помираючий олень»
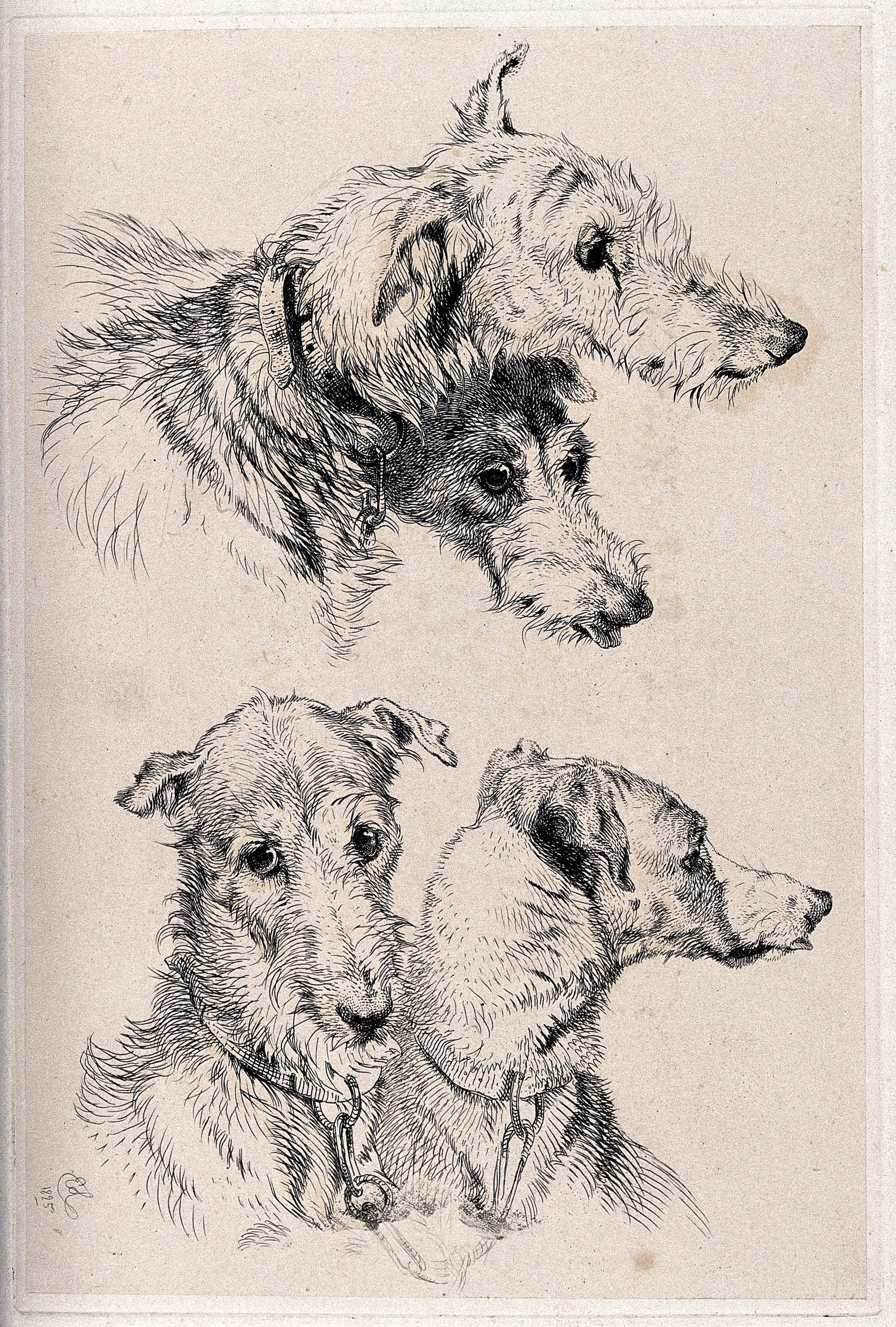
«Двійка собак, штудія»
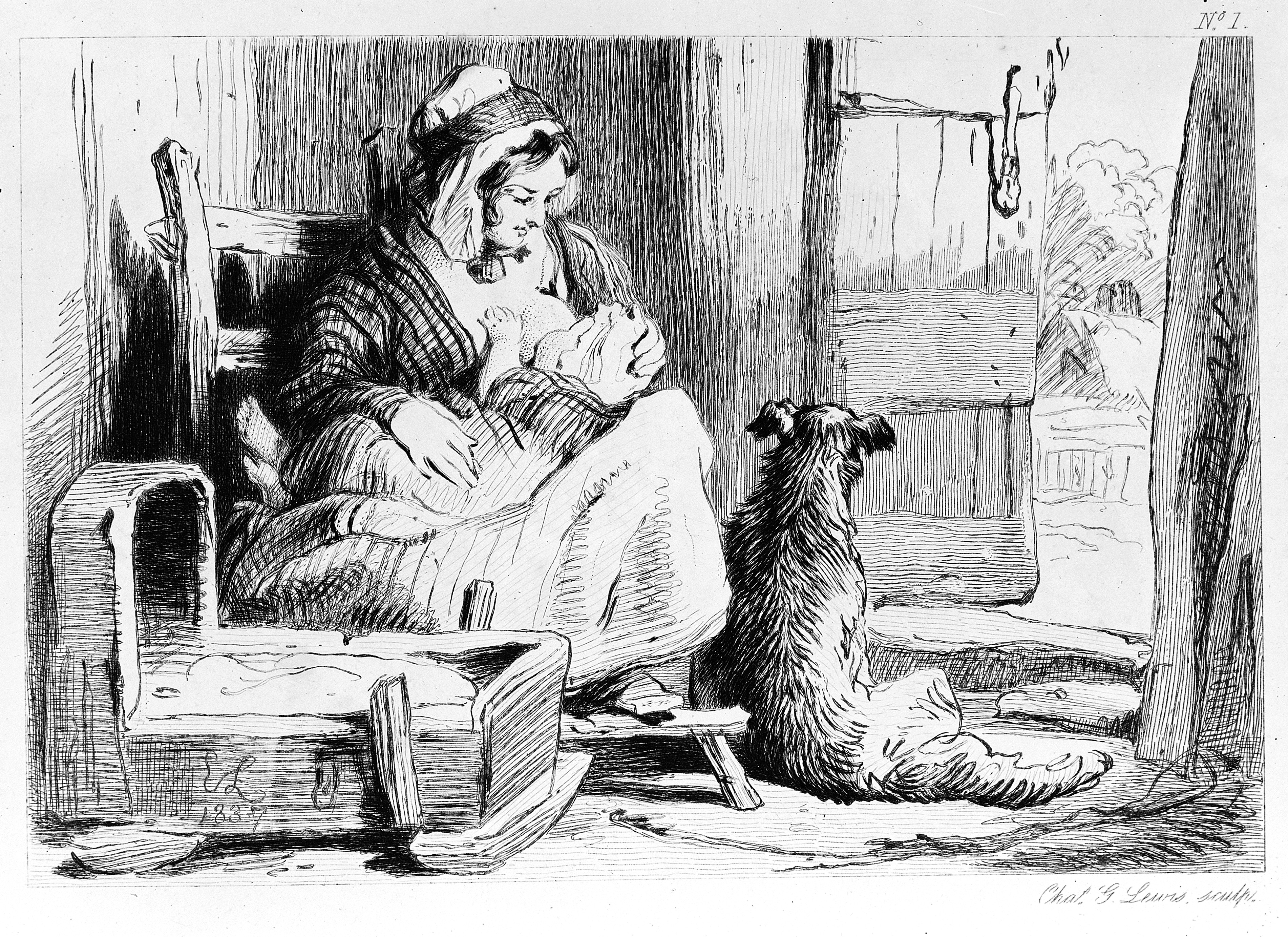
«Молода мати з дитиною і власним собакою»
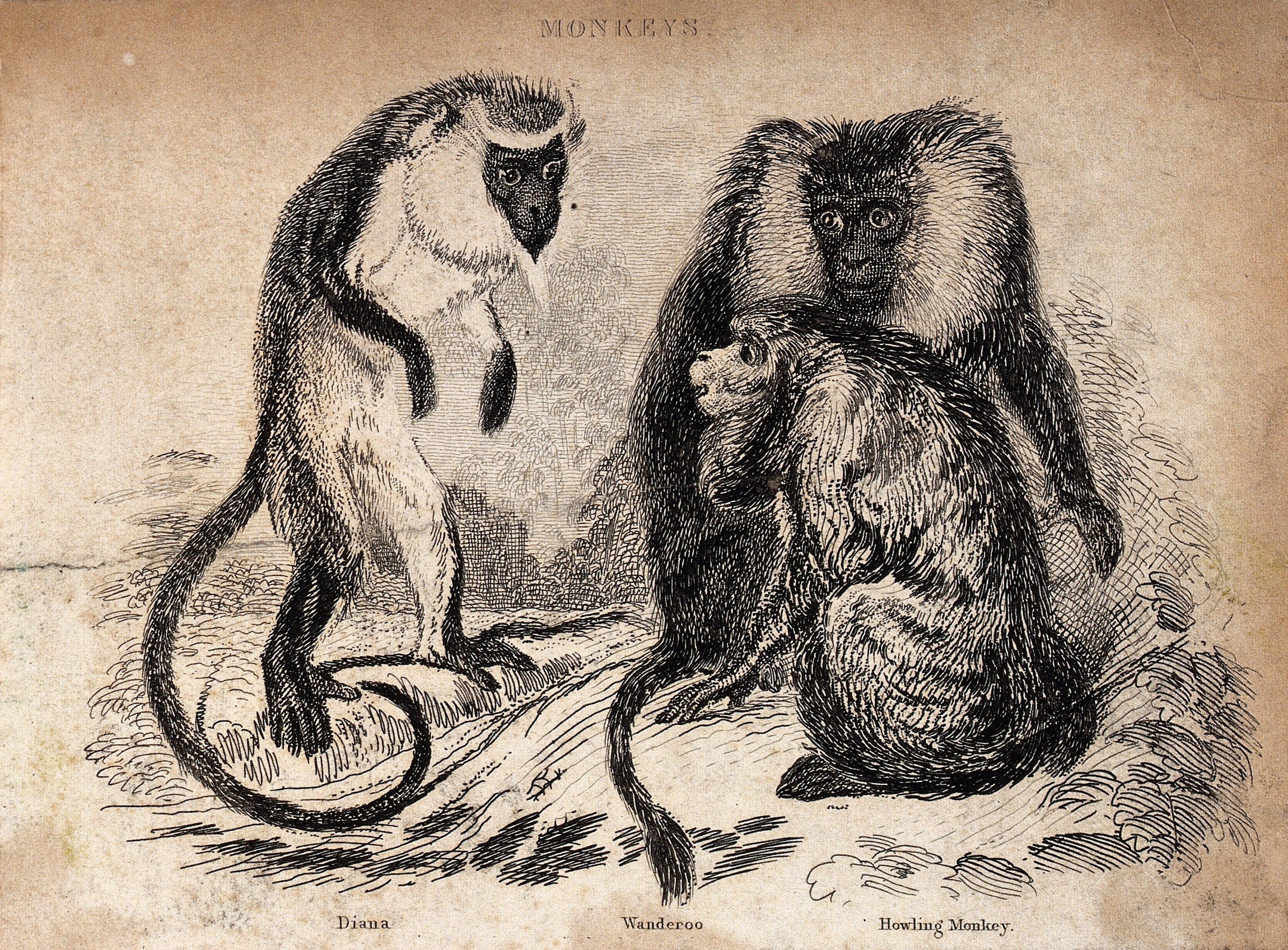
«Три мавпи»
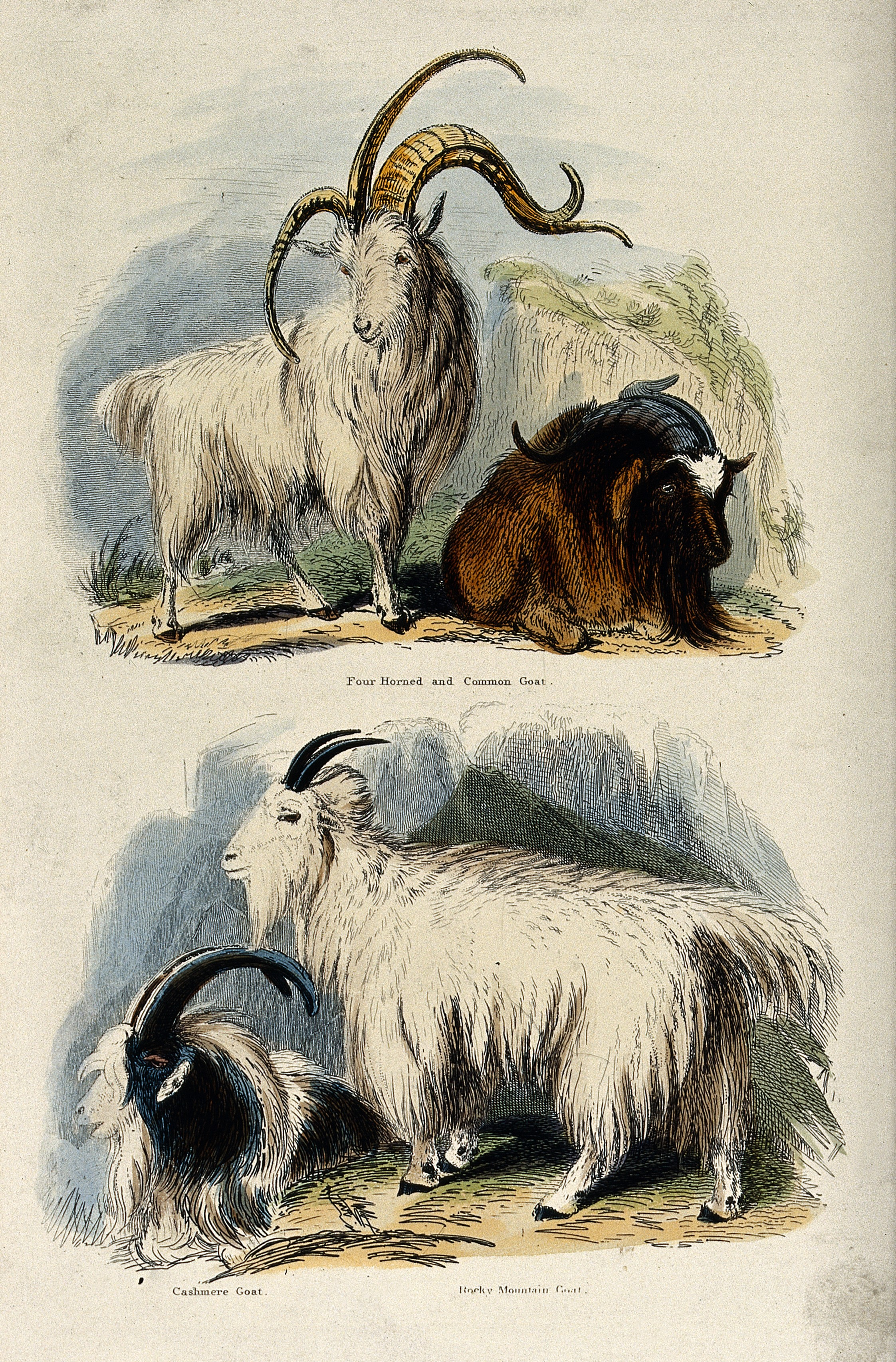
«Кози»